# Dumbrăveni
Dumbrăveni (før 1945 Ibașfalău; tysk: Elisabethstadt; saksisk dialekt: Eppeschdorf; ungarsk: Erzsébetváros}) er en by i den nordlige del af distriktet Sibiu midt i Transsylvanien, i det centrale Rumænien. Byen der har 6.238 (2021) indbyggere, administrerer to landsbyer, Ernea ('Ehrgang; Argung; Szászernye) og Șaroș pe Târnave (Scharosch an der kokel; Šuerš; Szászsáros).

## Geografi
Dumbrăveni ligger på bredden af floden Târnava Mare, 20 km øst for byen Mediaș, den næststørste by i distriktet, og 77 km nordøst for Sibiu, distriktets hovedsæde. Den ligger på det Transsylvanske Plateau, på grænsen til Mureș , midtvejs mellem Mediaș og Sighișoara.
Byen gennemskæres i sin sydlige udkant af nationalvej] DN14, som forbinder Sibiu med Sighișoara. Der er også en jernbanestation, der betjener linje 300 på CFR-nettet, og forbinder Bukarest med Ungarns grænse nær Oradea.
Gasfeltet Șaroș gasfeltet ligger på Dumbrăvenis område.